# Браницкий, Франциск Ксаверий
Граф Священной Римской империи Франци́ск Ксаве́рий Брани́цкий (пол. Franciszek Ksawery Branicki, 1731 — апрель 1819) — крупный военный и государственный деятель Речи Посполитой, полковник (1757), подстолий великий коронный (1764—1766), староста галицкий (1765), ловчий великий коронный (1766—1773), генерал-лейтенант коронных войск (1764), генерал литовской артиллерии (1768—1773), генерал-адъютант королевский (1762), гетман польный коронный (1773—1774), гетман великий коронный (1774—1793). Сын каштеляна брацлавского Петра Браницкого (ум. 1762) и Мелании Терезы Шембек. Один из лидеров пророссийской конфедерации польско-литовской шляхты, позднее — генерал-аншеф на царской службе (1795). В русских документах фигурирует как Ксаверий Петрович Браницкий.

## Биография
Происходил из польского рода герба «Корчак», червонорусского происхождения; отец его был каштеляном брацлавским и оставил сыну весьма большое состояние, которое, однако, почти все было растрачено им в молодые годы.
Браницкий получил тщательное европейское образование, которое впоследствии дополнил путешествиями, имел богатые дарования и быстро сделался любимцем двора и кумиром польской молодежи. Однако, он рано уже начал искать счастья в чужих землях: сперва он служил в рядах французского войска, действовавшего против Пруссии, потом в Курляндии, при дворе молодого герцога Карла, с которым особенно сблизился, и которого сопровождал в Семилетней войне.
Когда состояние Браницкого истощилось, он хотел ехать в Париж и снова искать счастья при французском дворе, но герцогу Карлу удалось выхлопотать для него место при посольстве в Петербурге, где в то время польским послом был Станислав Понятовский, будущий польский король. С этого времени Браницкий, благодаря сильному покровительству Понятовского, стал быстро возвышаться: 18 февраля 1757 года он произведён в полковники, а в 1762 году сделан генерал-адъютантом короля. В это же время Браницкий успел снискать расположение русской великой княгини Екатерины Алексеевны, что впоследствии имело сильное влияние на всю его судьбу. 1 января 1763 года награждён орденом Святого Александра Невского.
В 1764 году Станислав Понятовский, благодаря покровительству русского двора, был избран королём польским, и на Браницкого посыпались награды и отличия: 6 декабря 1764 года он получил звание первого королевского генерал-адъютанта, на следующий день был произведён в генерал-лейтенанты коронных войск; 21 декабря был сделан подстолием королевства, а 28 получил богатое староство Пшемысльское; во время коронационного сейма он получил высокое звание генерала литовской артиллерии, а в феврале 1765 года отправлен в Берлин с уведомлением о коронации Станислава-Августа; в мае того же года Браницкий был награждён орденом св. Станислава, а в декабре — Белого Орла, наконец, в мае 1766 года был сделан ловчим королевства (коронным ловчим, то есть обер-егермейстером).
5 марта 1766 года Браницкий стрелялся на пистолетах с известным авантюристом Джакомо Казановой на дуэли, спровоцированной первой танцовщицей варшавского театра Бинетти из-за её соперничества с другой танцовщицей, королевской фавориткой Катериной Катаи Томатис. Пуля Браницкого ранила Казанову в левую руку, царапнув перед этим его живот. Сам Браницкий, по утверждению мемуариста, был тяжело ранен в живот, пуля Казановы вошла справа в живот под седьмое ребро и вышла слева под десятым. Одно отверстие отстояло от другого на десять дюймов. Зрелище было ужасающее: казалось, что внутренности пробиты и он уже покойник.
Браницкий ревностно служил королю, поддерживал его в разрыве с Чарторыйскими и старался противодействовать той партии, которая силилась низвергнуть его. В это же время он явно начал склоняться на сторону России и, участвуя в сейме 1767—1768 гг., был членом делегации, утвердившей 19 ноября 1767 года договор с Россией о правах диссидентов.

Когда поднялась Барская конфедерация, то Браницкий был назначен начальником польского корпуса, действовавшего против конфедератов вместе с русскими генералами графом Апраксиным и Кречетниковым. Действия его в этой кампании были очень вялы, так как король тайно приказывал ему удерживаться от решительных действий против поляков; зато на долю Браницкого выпало усмирение гайдамаков, что он и выполнил вместе с генералом Кречетниковым, получив от последнего для польского суда одного из главных деятелей восстания, сотника Гонту, подданного Речи Посполитой. Вообще Браницкий в это время был другом короля и сторонником России. 

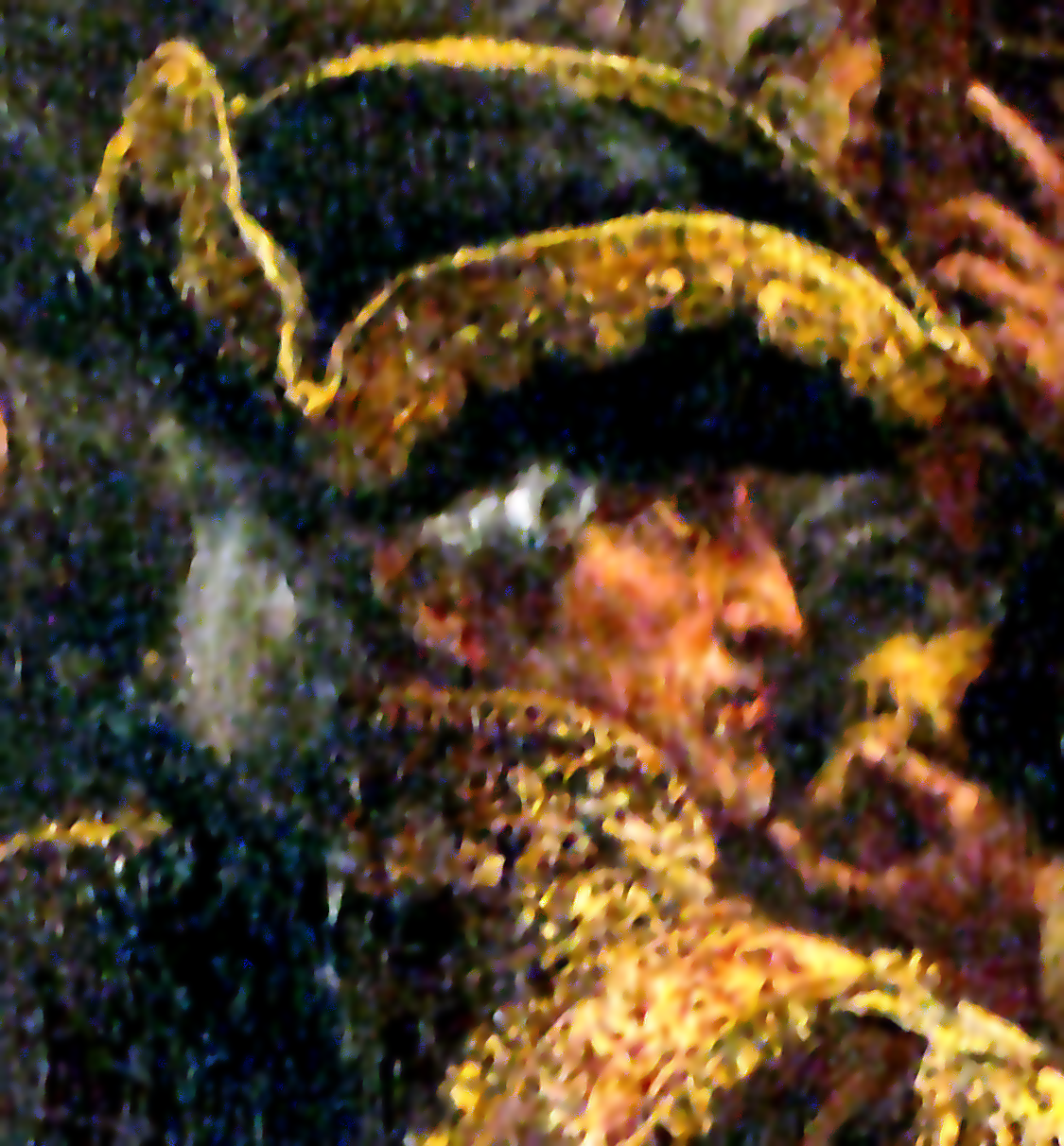
Фрагмент картины Яна Матейко

В 1772 году, когда распространились слухи о готовящемся разделе Польши, Браницкому, по поручению короля, пришлось ехать в Париж ходатайствовать перед тамошним двором о заступничестве. Хотя посольство и не достигло своей цели, но король щедро наградил Браницкого, послав ему в Париж 10 апреля 1773 года булаву польного гетмана, а вскоре после этого, 8 февраля 1774 года Браницкий был назначен великим коронным гетманом.
1 августа 1774 года награждён орденом Святого апостола Андрея Первозванного. В этом же году, по ходатайству императрицы Екатерины, Браницкому было пожаловано богатое Белоцерковское староство, и с этого времени Браницкий начинает особенно усердно служить русским интересам в Польше.
Он разошёлся с королём, примкнул к партии Чарторыйского и Потоцких, и стал говорить о возрождении отечества, указывая на короля, как на главную причину тяжелого положения Польши. На самом же деле Браницкий мечтал о восстановлении прежнего значения гетманской власти, о независимости гетманов от сейма и о безотчётном начальствовании над войском.
Вскоре он сделался главой оппозиционной партии и тогда же встретился с планами Потёмкина, который, думая составить себе самостоятельное владение в Польше, скупал себе там имения и набирал партию. Браницкий пошел навстречу планам Потёмкина, в 1781 году женился на племяннице его, Александре Васильевне Энгельгардт, и с этого времени открыто порвал с королём.
На сейм 1782 года Браницкий явился с сильной партией, поднимал беспорядки, во всём перечил королю и довел до того, что сейм должен был разойтись, не сделав ничего. Тогда Браницкому сделали из Петербурга внушение, и на следующем сейме 1784 года он держался спокойно. Однако, оппозиция не хотела смиряться и продолжала свою кампанию против короля.
Незадолго до сейма 1788 года оппозиция разделилась: часть её с Чарторыйскими, Потоцкими и Сапегами во главе стала на сторону Пруссии, а другая часть, во главе которой стояли графья Станислав Щенсный Потоцкий и Северин Ржевуский, обратилась к России. Ко второй партии присоединился и Браницкий, который стал скоро одним из её вождей.

Браницкий стал во главе консервативной партии и зорко следил, чтобы сейм не произвёл перемен, неугодных России. Поэтому он восставал против недопущения безземельной шляхты на сеймики, против наследственности королевской власти, против уничтожения liberum veto и вообще объявил себя сторонником древних шляхетских вольностей. 

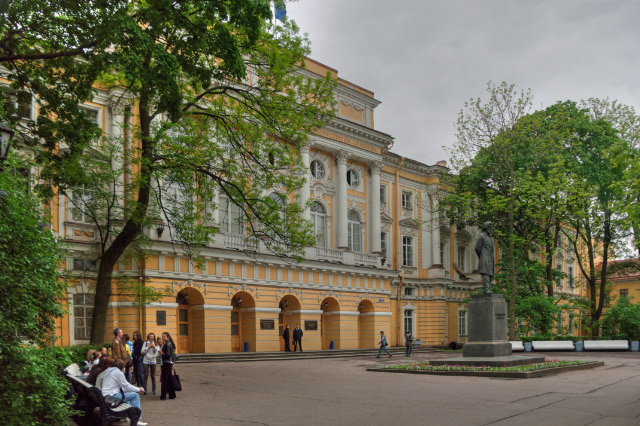
Дворец Браницкого в Петербурге (куплен им у Кирилла Григорьевича Разумовского)

Однако, после провозглашения конституции 3 мая 1791 года, Браницкий не только подписал её и присягнул ей, но даже расхваливал её и вошел в состав вновь учрежденного министерства, в звании военного министра. В действительности же гетман, решив ниспровергнуть новую конституцию, начал сноситься с русским посланником. В Петербурге уже решено было составить Тарговицкую конфедерацию из противников конституции и поставить её под защиту русских войск; ждали только Браницкого, чтобы начать действия.
18 мая 1792 года была объявлена в Польше декларация императрицы о том, что она берет под своё покровительство вновь образовавшуюся конфедерацию, и русская армия вступила в Польшу. Скоро польские войска были разбиты, приверженцы конституции разогнаны, король присоединился к конфедерации, конституция была уничтожена и восстановился старый порядок.
После этого Браницкий участвовал в Гродненском сейме, где немало помогал русскому послу Сиверсу, а после второго раздела, когда все его обширные поместья отошли к России, сложил с себя звание гетмана и перешел на русскую службу.
В 1794 году — ему пожалован был чин генерал-аншефа, но он не остался жить при дворе и уехал в своё поместье Белую Церковь. 2 ноября 1798 года вышел в отставку с переименованием в генералы от инфантерии, доживал свой век вдали от двора, занимаясь воспитанием детей и своим обширным хозяйством. Похоронен Браницкий в костёле в Белой Церкви.

## Награды
- Орден Святого Александра Невского (01.01.1763)[3]
- Орден Святого апостола Андрея Первозванного (01.08.1774)

## Семья
От брака с Александрой Васильевной Энгельгардт (1754—1838), племянницей князя Потёмкина, имел двух сыновей и трёх дочерей:
- Екатерина (1781—1820), 1-й муж (с 1813 года): граф Станислав Станиславович Потоцкий (1786—1831), 2-й: муж князь Константин Сангушко.
- Владислав (1783—1843) — обер-шенк и сенатор, утверждён был в графском достоинстве высочайшим указом 18 июля 1839 года.
- Александр (1783 — после 1798) — умер после падения с лошади.
- София (1790—1879), жена (с 1816 года) Артура Станислава Потоцкого (1787—1832).
- Елизавета (1792—1880) — возлюбленная и адресат стихов Пушкина, была замужем за графом, а потом князем и генерал-фельдмаршалом Михаилом Семёновичем Воронцовым.

Супруга Браницкого организовала в родовом имении Белая Церковь дендропарк, получивший её имя, — «Александрия».